# Вайнштейн, Моисей Рубинович
Моисе́й Ру́бинович Вайнште́йн (5 [18] марта 1906, Баку — 8 июня 1963, там же) — азербайджанский советский композитор и дирижёр. 

## Биография
Родился в Баку, в семье Рубина Срольевича Вайнштейна (1866—1920) и Сары Яковлевны Вайнштейн (1872—1919). Там же в 1930 году окончил музыкальный техникум по классу скрипки А. Гроссмана и в 1934 году консерваторию по классу композиции Л. М. Рудольфа. Уже в годы учёбы заведовал музыкальной частью бакинского Театра юного зрителя (ТЮЗ, 1928—1931), затем Красноармейского театра (1931—1933) и Театра санитарной культуры (1933—1934), был дирижёром и скрипачом оркестров этих театров.
В 1934—1937 годах Моисей Вайнштейн работал музыкальным руководителем Азербайджанского радио, в 1939—1940 годах — начальником музыкального отдела Управления по делам искусств Азербайджана, в 1940—1941 годах был заместителем художественного руководителя Бакинской филармонии.
Значительную роль в композиторском наследии М. Р. Вайнштейна играют произведения для драматического и музыкального театров, в том числе оперы «Суламифь» (с М. Криштулом, 1937), «Сигнал» (с М. Криштулом, 1941), детская опера «Миша, Маша и Кащей» по мотивам сказки Вениамина Каверина (1943); музыкальные комедии «Ударники полей» (1930), «Фра Эдхенио» (1931), «Ангел мира» (1932), а также оратория «Песня про купца Калашникова» на стихи М. Ю. Лермонтова (с М. Криштулом, 1940); «Пионерская сюита» на стихи И. Солтана для солиста, женского хора и симфонического оркестра (1940); симфония (1940), симфоническая Сюита из музыки к сказке «Сейран» (с М. Криштулом); Концерт для виолончели с оркестром (1955), обработки азербайджанских народных песен для скрипки и фортепиано (1938), многочисленные песни и музыка к театральным постановкам.

## Семья
- Жена — Ольга Юльевна Белявская (1911—1989), учитель музыки.
  - Сын — Ким Моисеевич Вайнштейн (14 августа 1931 — 23 января 1971), инженер-энергетик.
    - Внук — Гарри Кимович Каспаров (род. 1963), чемпион мира по шахматам.

  - Сын — Леонид Моисеевич Вайнштейн (1945—1994), азербайджанский композитор, заслуженный деятель искусств Азербайджана, участник команды-победителя КВН 1967 года и 1970 года, автор музыки к кинофильму «Тайна корабельных часов» (1983), оперетт, кантат для хора, песен.
    - Внук — Тимур Леонидович Вайнштейн (род. 1974) — генеральный продюсер телеканала НТВ (с 2015), директор Генеральной дирекции Российской академии кинематографических искусств «Ника», потомственный КВНщик, художественный руководитель команды «Парни из Баку» — победительницы КВН 1992 года.